# Ofensywa rebeliantów w centralnej Somalii (2009)
Ofensywa rebeliantów w centralnej Somalii (2009) – walki rozpoczęte przez islamskich radykałów 11 maja 2009 w centralnej części Somalii (w Mogadiszu od 7 maja 2009) mające na celu zająć kolejne terytoria kraju, kontrolowane przez bojówki prezydenta Ahmeda. Rebelianci skupieni głównie wokół Asz-Szabab i Hizbul Islam przed rozpoczęciem walk kontrolowali południową część kraju. Po majowej ofensywie zdobyli znaczną część centralnej Somalii, jednak w wyniku walk, które toczyły się latem 2009 wojsk etiopsko-somalijskie i bojówki lojalne prezydentowi Ahmedowi odbiły cześć regionów. W ostatecznym rozrachunku w porównaniu z sytuacją w centralnej Somalii sprzed maja 2009 rebelianci objęli kontrolę o zachodnie krańce regionów Hiraan i Shabellaha Dhexe.
1 października 2009 doszło do zakończenia sojuszu między Asz-Szabab, a Hizbul Islam, co zatrzymało ich ofensywę w środkowej Somalii. Od tego czasu w wojnie uczestniczyły trzy strony, a rywalizujące frakcje islamistyczne walczyły między sobą w południowej Somalii.

## Geneza
31 stycznia 2009 urząd prezydenta Somalii objął Sharif Sheikh Ahmed po wygranych wyborach prezydenckich. Ahmed wywodzi się z Unii Trybunałów Islamskich, która walczyła przez 3 lata z wojskami prezydenta Abdullahi'iego Yusufa, który podał się do dymisji 28 grudnia 2008. Następnie wojska etiopskie wspomagające Yufusa wycofały się w styczniu 2009.
4 lutego 2009 cztery grupy islamistów, włączając w to grupę Hassana Dahira Awejs należącą do Sojuszu na Rzecz Wyzwolenia Somalii (ASR), połączyła się i sformowała organizację nazwaną Hizbul Islam. Celem powstałej organizacji była walka z nowym rządem Sharifa Ahmeda. 8 lutego 2009 roku Hizbul Islam wypowiedział wojnę rządowi Ahmeda oraz siłom pokojowym Unii Afrykańskiej. Do wojny dołączyli radykałowie z ugrupowania Asz-Szabab, którzy w poprzedniej fazie wojny wspierały Unię Trybunałów Islamskich i ASR.

## Walki

### Ofensywa rebeliantów
7 maja bojówki walczące później w centralnej części kraju, zainicjowały szturm na Mogadiszu. W bitwie trwającej równolegle z ofensywą w centralnej Somalii rebelianci uzyskali kontrolę nad większością miasta, lecz nie obalili rządu. Kiedy islamiści zdobyli zdecydowaną przewagę nad wojskiem Ahmeda, ruszyli z ofensywą w głąb kraju.
11 maja 2009 Szebabowie (bojownicy Asz-Szabab) wjechali na ciężarówkach Toyota-Pickup do miasta Bula-Barde w regionu Hiraan. Miasto było pierwszym, które wpadło w ręce rebeliantów w regionie Hiraan. Radykałowie nie napotkali oporu ze strony bojówek milicji stacjonujących w mieście.
W dniach 12-13 maja odbyła się bitwa o miejscowość Mahas. W wyniku walk zginęło 7 osób, a bojówki rządowe Unii Trybunałów Islamskich utrzymały kontrolę nad miasteczkiem. Przegrani rebelianci rozpoczęli przegrupowanie w swych szeregach.
14 maja miała miejsce nocna walka między Asz-Szabab a bojówkami pro-rządowymi Al-Sunna Wal Jamaah w miejscowości Yasoman w Hiraan. W wyniku starcia odnotowano jedną osobę zabitą i 4 rannych.
Dzień później rebelianci przeprowadzili drugi atak na Mahas. W walkach zginęły 4 osoby, a setki cywilów uciekło z miasta. W mieście odcięto telekomunikację. W międzyczasie wybuchła bitwa o Wabho somalijskiej dzielnicy Galgudug. Kontrolę nad Wabho zachowały bojówki Al-Sunna Wal Jamaah, jednak kosztowało to życie 5 milicjantów. Tego samego dnia dowódca Unii Trybunałów Islamskich w regionu Hiraan Sheik Abdirahman Ibrahim Ma'ow powiedział, że będzie zmierzał do stabilizacji w regionie.
16 maja w stolicy regionu Hiraan – Beledweyne został przeprowadzony zamach terrorystyczny na Sheika Abdirahman Ibrahim Ma'ow, jednak dowódca przeżył atak. Później zastrzelono jednego i aresztowano dwóch podejrzanych o wykonanie zamachu. Następnie rebelianci obrzucali granatami bojowników Unii Trybunałów Islamskich. Zginął cywil, 2 zostało rannych oraz ranny członek Unii Trybunałów. W odpowiedzi bojówki rządowe rozpoczęły akcję poszukiwania sprawców. W wyniku walk na przełomie 15-16 maja zginęło 68 osób. Rząd twierdzi, że w bitwach o Mahas i Wabho zabił 48 Szebabów.
Rano 17 maja rebelianci islamscy zdobyli miasto Jowhar. Zginęło 7 osób w tym 4 cywilów i 3 pro-rządowych bojówkarzy. Szebabowie potrzebowali zaledwie 20 minut by przepędzić bojówki rządowe z miasta. Tego dnia w kolejnym dniu bitwy o Mahas zginęło 17 osób, a w walce w El Bur (w Galgudug) zabito 16 osób.

Region Hiraan

18 maja zginęło co najmniej 7 osób, 3 bojowników Asz-Szabab i 4 cywilów w wiosce Ayne, podczas zasadzki na transport rebeliantów z Bulo Burte do Mahas. W wyniku udanej akcji bojówek rządowych, konwój rebeliantów musiał zawrócić do bazy w Bulo Burte. Tego dnia wybuchła bitwa we wsi Ceyn. W walkach poległy 3 osoby. Tymczasem Szebabowie przejęli kontrolę nad ważnym strategicznie miastem Mahaday, które leży około 23 km na północ od wcześniej zdobytego Jowhar. Rebelianci wjeżdżając do miasta nie napotkali oporu ze strony bojówek rządowych.
19 maja Szebabowie zaatakowali bazę Unii Trybunałów Islamskich w pobliżu Jowhar. Mimo użycia ciężkiej broni obu stron nie odnotowano strat. Tego dnia świadkowie podali, że do Somalii wjechało 18 wojskowych samochodów ciężarowych z wojskami etiopskimi. Żołnierze etiopscy rozmieścili się w regionu Hiraan. Walcząc w latach 2006-2008 przeciwko Unii Trybunałów, po ponownym powrocie wspomagali rządowe bojówki Unii w utrzymaniu terytoriów w środkowej Somalii.
20 maja prorządowi bojownicy Unii Trybunałów zaatakowali w celu odbicia miasto Mahaday, zdobyte przez radykałów islamskich 18 maja. Szturm zakończył się niepowodzeniem, zginęło 3 wojskowych Unii. Na polu walk znaleziono ciało cywila, lecz nie były znane szczegóły jego śmierci.
W mieście Jowhar w którym urodził się prezydent Sharif Sheikh Ahmed siłą przejętym 17 maja, Szebabowie wprowadzili nową islamską administrację, a jeden z dowódców tej islamskiej bojówki Abdirahman Hassan Hussein został powołany na stanowisko gubernatora regionu Shabelleh Dhexe, którego stolicą jest właśnie Jowhar. Z kolei burmistrz miasta Beledweyne Szejk Omar Aden, w wyniku trwających niepokojów w regionie złożył rezygnację.
21 maja w walce pod Mahaday między Unią Trybunałów a Hizbul Islam zginęły co najmniej 4 osoby. Wśród zabitych jest cywil.
22 maja w ataku bojówek rządowych na bastiony rebeliantów w południowym Mogadiszu zginęło 45 osób w tym 3 dziennikarzy somalijskich, a 182 zostały ranne. To dzień z największą liczbą ofiar od objęcia urzędu prezydenta przez Sharifa Sheikha Ahmeda. Bojówki prezydenta Ahmeda zaatakowały rebeliantów z Asz-Szabab w trzech dzielnicach Mogadiszu: Tarbunka, Bakara i Howlwadag. Wymienione dzielnice Szebabowie zajęli po bitwie w Mogadiszu trwającej od 7 do 14 maja.
23 maja rebelianci przeprowadzili szturm na pałac prezydenta w Mogadiszu. Wcześniej zaatakowali patrol żołnierzy Unii Afrykańskiej. Dwie osoby zostały zabite, 10 rannych. Tymczasem Somalia oskarżyła Erytreę o zaopatrywanie rebeliantów w broń AK-47, karabiny szturmowe oraz granatniki RPG.
24 maja w wyniku eksplozji samochodu-pułapki w Mogadiszu zginęło siedmiu policjantów, a czterech zostało rannych.
Tego dnia zginął zastępca dowódcy Unii Trybunałów Islamskich podczas walk w Hiraan. Z kolei inny ważny członek tej bojówki rządowej Abdalla Ahmed Osman został ranny w wypadku samochodowym.
25 maja minister Somalii ds. humanitarnych Mohamed Ibrahim w oficjalnym komunikacie oświadczył, iż w wyniku walk wówczas odnotowano 208 osób zabitych, a ponad 700 zostało rannych. 80 proc. zabitych i rannych to cywile. Z kolei 57 tys. mieszkańców Mogadiszu od 8 maja uciekło ze swoich domów. Tego dnia prezydent Ahmed wezwał międzynarodową społeczność o pomoc w odparciu ataków ze strony rebeliantów. Podkreślił także, że w skład bojówek wchodzą zagraniczni terroryści.

Region Środkowe Shabeellaha

26 maja Unii Trybunałów Islamskich podjęła szturm na miasto Mahaday, stracone przez siły rządowe 18 maja. Członek Unii Trybunałów Islamskich Sheikh Dahir Addow Alasow powiedział, że bojówki prorządowe odniosły pełne zwycięstwo nad rebeliantami. W walkach zginęło 7 osób.
27 maja Sheikh Mo'alin Dahir Adow Alasow członek Unii Trybunałów Islamskich powiedział, że ich bojówki są gotowe przejąć kontrolę nad regionem Środkowe Shabeellaha. Tego samego dnia minister bezpieczeństwa Somalii Hash Omara, podczas powrotu z Etiopii został zaatakowany w regionie Hiraan przez rebeliantów. Minister odniósł rany, natomiast jego ochroniarz został zabity.

### Kontrofensywa sprzymierzonych
31 maja wojska etiopskie zajęły kontrolowaną dotychczas przez rebeliantów wioskę Kala-beyrka koło Beledweyne. Wojska te stacjonowały wokół tej miejscowości od 20 maja. Ponadto armia etiopska, która ponownie interweniowała w Somalii, zaczęła operować w regionie Hiran, wypierając stamtąd rebeliantów. Tego dnia siły rebeliantów rozpoczęły atak na wioskę Magurto w której były przebywały bojówki prezydenta Ahmeda. Wioska ta leży blisko miasta Mahaday kontrolowanej wówczas przez siły rządowe.
1 czerwca prorządowe bojówki Ah-Sunna Al-Sunna Wal Jamaah nałożyły godzinę policyjną w ważnym mieście Galgudugu – Guri Cel.
4 czerwca prorządowa armia odbiła miasto Mahaday, stracone 18 maja. W tym czasie w mieście stacjonowali rebelianci Hizbul Islam, pokonani przez ICU, podczas drugiej próby, gdyż 20 maja w nie udało im się odbić tego ważnego miasta leżącego Środkowym Shabeellaha, nieopodal stołecznego Jowhar kontrolowanego wtedy przez rebeliantów. W czerwcowej bitwie o Mahaday zginęło według rządu 32 rebeliantów.
5 czerwca rozpoczęła się krwawa bitwa między prorządowymi bojówkami Ahla Sunna Waljamaca a rebeliantami z Asz-Szabab i Hizbul Isalm o niewielkie miasto Wabho somalijskiej dzielnicy Galgudug. Tam już 15 maja wrogie frakcje islamskie stoczyły bój w którym zwyciężyły siły rządowe. Początkowo jeszcze gdy walki trwały zwycięstwo ogłosili Ahla Sunna Waljamaca. Według Agencji Reutera oraz miejscowych organizacji humanitarnych w bitwie zginęło 123 osób – cywile, rebelianci, bojownicy prorządowi. Ostatecznie 7 czerwca rebelianci przejęli kontrolę nad Wabho. Bitwa pod Wabho była jednym z najkrwawszych starć wojny domowej w Somalii trwającej od 1991 roku, biorąc pod uwagę dużą liczbę ofiar.
5 czerwca w eksplozji w stolicy regionu Hiraan – Beledweyne zginęły dwie osoby, a 4 odniosło rany. Sheik Abdi Osman, rzecznik prasowy Hizbul Islam obarczył odpowiedzialnością za wybuch ICU. W późniejszych nocnych walkach ranne zostały 3 osoby. Wówczas Hizbul Islam kontrolował zachodnią, a Unia Trybunałów Islamskich wschodnią część miasta. 13 czerwca Etiopczycy zajęli miejscowość Balanbal w Galgudud, gdzie wznieśli bazę wojskową.
18 czerwca w zamachu bombowym w Beledweyne zginął somalijski Minister Obrony Omar Hashi Aden. Łącznie zginęło 31 osób, a rannych zostało 45.
21 czerwca w Somalii wprowadzono stan wyjątkowy. Władze poprosiły kraje ościenne o natychmiastową pomoc militarną. Zwracamy się do państw ościennych, takich jak Kenia, Dżibuti, Etiopia i Jemen, a także do społeczności międzynarodowej, o wysłanie do Somalii wojsk w ciągu 24 godzin – prosił Szejk Aden Mohamed Madobe, przewodniczący tymczasowego parlamentu Somalii.
22 czerwca Etiopczycy rozpoczęli operację militarną przeciwko rebeliantom w Kala-beyrka, leżącą w regionu Hiraan. 28 czerwca rozpoczęły się walki pod El-baraf, leżące pod Mahaday. Znajdujących się tam Szebabów zaatakowała Unia Trybunałów. 29 czerwca doszło do wybuchu w Beledweyne niedaleko szkoły al-Aqsa. Jeden cywil został ranny.
4 lipca Etiopczycy wycofali się z baz w mieście Banabal, które leży w Galgudug. 16 lipca Etiopczycy wycofali się z Kala-beyrka, z leżącą w regionu Hiraan.
17 lipca siły islamskich rebeliantów zaatakowały Bunda-weyn w mieście Beledweyne. W czasie walki, czterech cywilów odniosło rany. Wówczas rebelianci kontrolowali zachodnią część miasta, a siły rządowe wschodnią. 18 lipca formacje Hizbul Islam zaatakował siły prezydenta Ahmeda. W wyniku tego ranne zostały 4 osoby.
22 lipca Szebabowie zaatakowały bojówki Al-Sunna Wal Jamaah lojalne prezydentowi Ahmedowi, w mieście Mahas. W wyniku walki zginęło 6 bojowników Al-Sunna Wal Jamaah i 40 Szebabów. Dzień później Asz-Szabab zaatakowało wioskę Warholo, leżącą w Galgudud. W wiosce stacjonowały oddziały Al-Sunna Wal Jamaah. W wyniku starć nie odnotowano ofiar.
24 lipca rzecznik prasowy formacji Al-Sunna Wal Jamaah podał, że w Hiraan i Galgudud stoczono zwycięskie boje nad Szebabami. Wśród zabitych miał być jeden z dowódców Asz-Szabab. Ponadto odzyskano tereny wokół miejscowości Goobo. Rebelianci z Asz-Szabab nie potwierdzili tych informacji. 25 lipca wzmocnione siły etiopskie powróciły, by stacjonować w miejscowości Kala-beyrka.
26 lipca po ciężkich walkach Unia Trybunałów Islamskich zdobyła całkowitą kontrolę nad miastem Beledweyne. Dotychczas Hizbul Islam kontrolował zachodnią część miasta. Po jej zdobyciu w całym mieście wprowadzono godzinę policyjną. 5 sierpnia w wybuchu bomby w Beledweyne zginął cywil. 9 sierpnia siły rządowe otworzyły ogień do podejrzanego samochodu poruszającego się ulicami Beledweyne. Ranne zostały dwie osoby.
11 sierpnia Asz-Szabab wycofało się z regionu El Dher w dystrykcie Galgadud. El Deher przeszło pod kontrolę milicji Ahlu Sunnah Wal Jamaah. Wówczas w Galgadud, jedynie region El Bur pozostawał w rękach Asz-Szabab. 13 sierpnia wybuchły kolejne walki w El Dehr. Rzecznik Szebabów Szejk Ali "Dheere" Mohamud, ogłosił, iż rebelianci odzyskali kontrolę nad regionem. W dwudniowej walce zginęło 30 osób.
20 sierpnia w bitwie pod Bula Barde zginęły 33 osób. Z kolei w starciach pod Bulahawa zabitych zostało 45 Szebabów. 21 sierpnia doszło do bitwy w miejscowości Mahas. Starcie zakończyło się odparciem ataku Al-Sunna Wal Jamaah, którzy zaatakowali Szebabów.
24 sierpnia 4 rządowych żołnierzy zginęło w zamachu bombowym w Beledweyne. 31 sierpnia ok. 1000 żołnierzy etiopskich za pomocą 20 ciężarówek wyjechało z baz położonych pod miastem Beledweyne. Miasto wówczas było kontrolowane przez wojska rządowe. 1 września bojówki Ahlu Wal Sunnah przeprowadziły akcję w regionu Galdogob. Lojalne rządowi formacje zabiły jedną osobą, a inną raniły.
14 września amerykańskie śmigłowce dokonały nalotu na pozycję rebeliantów pod miejscowością Barawee, leżącej nad Oceanem Indyjskim. W wyniku operacji pod kryptonimem Celestial Balance zginęły 4 osoby w tym terrorysta Saleh Ali Saleh Nabhan.
20 września Szebabowie zdobyli przygraniczne z Etiopią miasto Yeed. W wyniku starć z somalijskimi oddziałami rządowymi śmierć poniosło co najmniej 14 osób. Po tych walkach powstały spekulacje, iż etiopscy rebelianci z Narodowego Frontu Wyzwolenia Ogadenu (ONFL) pomagali Asz-Szabab w walce przeciwko somalijskiemu rządowi. Przedstawiciele Frontu odrzucili oskarżenia i oświadczyli, iż nie mają żadnych powiązań z somalijskimi rebeliantami.

### Zakończenie sojuszu rebeliantów
1 października wybuchły walki w Kismaju między Asz-Szabab a Hizbul Islam. Relacje między frakcjami kontrolującymi południe kraju zaczęły się pogarszać we wrześniu 2009. Dwa ugrupowania kontrolujące Kismayo ustaliły, iż będą rotacyjne sprawować władzę nad miastem po sześć miesięcy. Asz-Szabab kontrolujący większość miast południa Somalii odmówił po upływie czasu oddania władzy Hizbul Islam. W wyniku walk poległo 12 rebeliantów, a 70 zostało rannych. Co najmniej 17 osób zginęło w trakcie serii bitew w nocy 5 października. Rzecznik somalijskiej frakcji rebeliantów Hizbul Islam powiedział, że zaprosili zagranicznych bojowników do walki z Asz-Szabab. 7 października doszło do starć w pobliżu wioski w pobliżu Janay Abdalla. Pierwszy atak o 4 rano zmusił rebeliantów Asz-Szabab do odwrotu.
Od czasu wybuchu walk między rebeliantami, znacznie zmalała liczba ataków na wojska Unii Afrykańskiej (AMISOM), a bitwa w Mogadiszu tocząca się od maja, praktycznie zakończyła się.
Wrogo nastawione między sobą frakcje zaczęły rywalizacje o kontrolę nad miastami w południowej Somalii. 22 listopada Asz-Szabab ogłosił, iż w następstwie walk wypędzono bojowników Hizbul Islam z miasta Afmadow.
W wyniku ciężkich walk między rebeliantami 28 listopada na granicy z Kenią, tysiące cywilów zmuszonych było do ucieczki do południowego sąsiada Somalii. Asz-Szabab wyparł bojowników Hizbul Islam z miasta Dhobley.
W porównaniu od początku ofensywy w momencie jej zakończenia rebelianci zdobyli tereny zachodniego Hiraan oraz zachodnie Shabellaha.